# 威爾科克斯縣 (喬治亞州)
威爾科克斯县（英語：Wilcox County）是美國喬治亞州南部的一個縣。面積993平方公里。根據美國2000年人口普查，共有人口8,577人。縣治阿布維爾（Abbeville）。
成立於1857年12月22日。縣名來源有二說：一說為紀念州議員馬克·威爾科克斯，或其子約翰。